# Nigel Smart
Nigel Smart is een Britse cryptograaf. Hij is professor bij COSIC aan de Katholieke Universiteit Leuven. Hij heeft interesse in de theorie van cryptografie en de toepassing ervan in de praktijk.

## Opleiding
Smart behaalde in 1989 een bachelordiploma in de wiskunde aan de Universiteit van Reading. Vervolgens behaalde hij zijn doctoraat aan de Universiteit van Kent in Canterbury in 1992. Zijn proefschrift was getiteld The Computer Solutions of Diophantine Equations.

## Onderzoek
Smart is vooral bekend vanwege zijn werk op het gebied van elliptische curve-cryptografie, in het bijzonder aan ECDLP.  Hij heeft ook gewerkt aan op pairing-based cryptography, waarbij hij een aantal algoritmen heeft bijgedragen, zoals de SK-KEM en de Ate-pairing.
Smart doet onderzoek naar een breed scala aan onderwerpen in de cryptografie. Hij heeft een belangrijke rol gespeeld bij het praktisch maken van veilige multi-party computation.
Zijn werk met Gentry en Halevi bij het uitvoeren van de eerste grote berekening met behulp van fully homomorphic encryption won de IBM Pat Goldberg Best Paper Award voor 2012.
Samen met Kenny Paterson is hij mede-oprichter van de Real World Crypto-conferentieserie.